# Ciampolo di Meo degli Ugurgieri

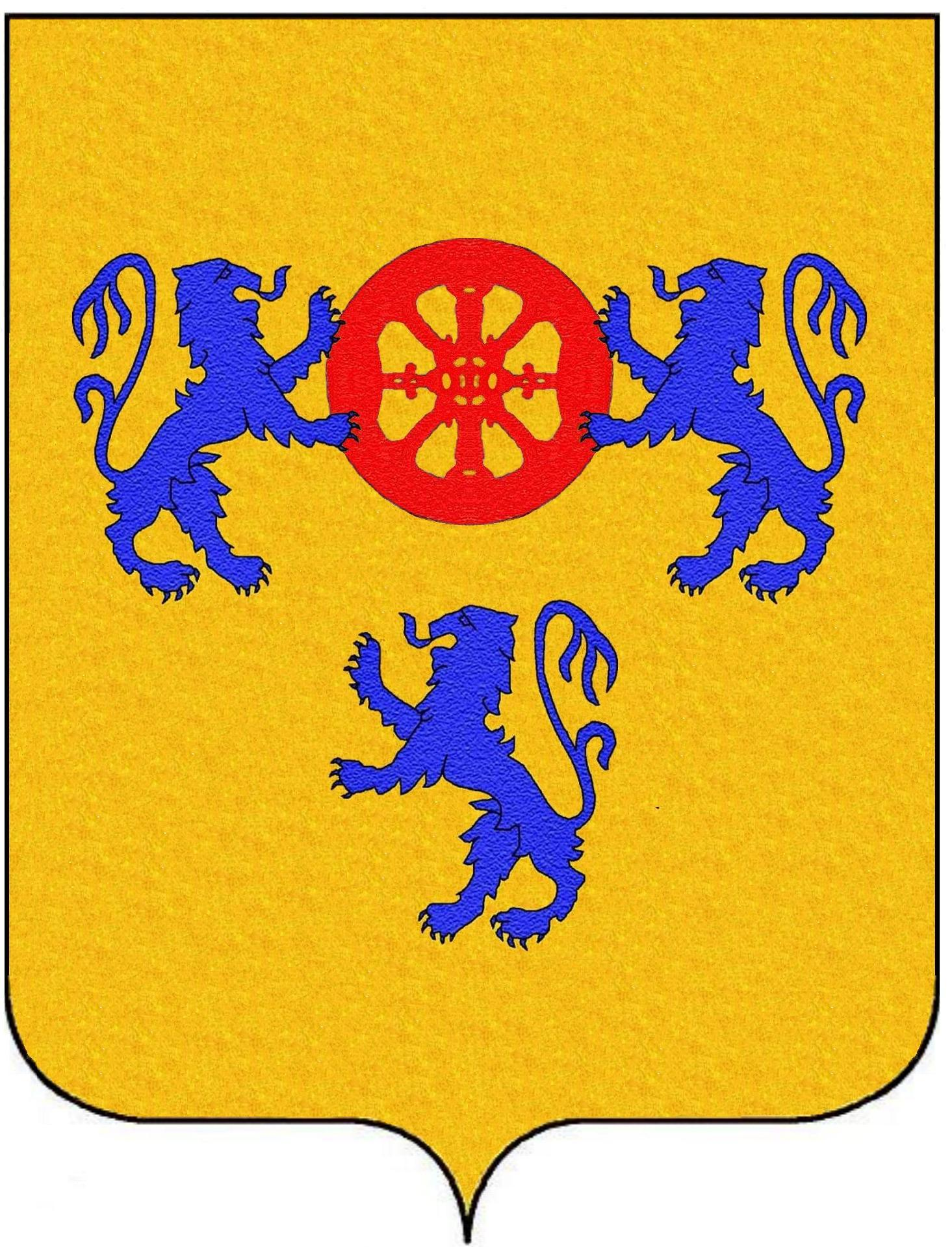
Stemma degli Ugurgieri

Ciampolo di Meo degli Ugurgieri (Siena, 1290-1295 – ...) fu un letterato italiano.

## Biografia
Di Ciampolo di Meo, della nobile famiglia senese degli Ugurgieri, ascritta fra i Grandi di Siena dal 1277, non si hanno molte notizie biografiche. Nacque a Siena presumibilmente fra il 1290 e il 1295 ed ebbe tre fratelli Vanni, Cecco e Sozzino. Si sa che nel 1324 cedette le sue ragioni allo Spedale di Siena in una causa contro un Dato di Buonfiglio di Sant'Ansano e che nel 1345 fu ufficiale sopra lo studio di Siena. Sposò Minuccia da Castellano da cui ebbe alcuni figli.

## Opere
È autore del più antico volgarizzamento in italiano dell'Eneide di Virgilio, di cui è stata notata la «scrupolosa fedeltà» al testo latino, pur con l'aggiunta di «numerose glosse interlineari e marginali, che lo arricchiscono con nozioni storiche, mitologiche e teologiche». Ciampolo mostra di conoscere l'Inferno e il Purgatorio della Commedia di Dante Alighieri, che cita nel suo volgarizzamento; fatto che induce a datare la composizione del volgarizzamento tra il 1312, presunta data finale della seconda cantica, e il 1316, data recata dal codice testimone del volgarizzamento di Andrea Lancia. Se ne conoscono tre testimoni manoscritti.
Fino ad anni recenti si volle fare un unico personaggio di Ciampolo e del fratello Cecco, anch'egli letterato, che sarebbe stato autore di varie opere di carattere dantesco, fra cui un commento alla Commedia e un capitolo in terza rima che ne riassume il contenuto.